# Jiřina Němcová
Jiřina Němcová, rozená Vobořilová (3. dubna 1937, Praha – 15. srpna 2018) byla československá atletka, jejíž hlavní disciplínou byl hod diskem, věnovala se také skoku do výšky. V letech 1960–1967 vybojovala osm titulů mistryně ČSSR v disku.

## Kariéra

### Mistrovství Evropy
V roce 1954 na pátém ročníku ME v atletice v Bernu skončila ve finále disku na 5. místě (44,33 m). Čtvrté místo zde obsadila výkonem 44,37 m Štěpánka Mertová. Na evropském šampionátu 1962 v Bělehradu se umístila rovněž na pátém místě (51,58 m). Na následujícím ME v atletice 1966 v Budapešti poté skončila na 7. místě, když její nejdelší pokus měřil 52,40 m. Mistryní Evropy se stala Christine Spielbergová z NDR, která poslala disk do vzdálenosti 57,76 metru.

### Letní olympijské hry
Poprvé reprezentovala na olympijských hrách v roce 1956 v australském Melbourne, kde se probojovala z kvalifikace do finále disku i skoku do výšky. Ve výškařském sektoru překonala 150, 155, 160 i 164 cm napoprvé. Následující výšku 167 cm však neskočila a obsadila dělené 8. místo. Kdyby tuto výšku překonala tehdy napoprvé získala by společně s Britkou Hopkinsovou a Mariou Pisarevovou ze Sovětského svazu stříbrnou medaili a stala by se první československou medailistkou ve výšce. Desátá skončila výškařka a vícebojařka Olga Modrachová. Ve finále disku hodila nejdále ve třetí sérii 45,84 metru, což stačilo na konečné 7. místo. Těsně tak nepostoupila mezi nejlepších šest, které měly další tři pokusy k dobru.
Na letních olympijských hrách 1960 v Římě skončila na 8. místě (50,12 m) a o čtyři roky později se na olympiádě v Tokiu umístila výkonem 52,80 m na devátém místě.

## Osobní život
Provdala se za atleta Zdeňka Němce, který se také věnoval hodu diskem a v roce 1960 rovněž reprezentoval na olympiádě v Římě. V roce 1972 se jim narodila dcera Eva, která se později začala profesionálně věnovat basketbalu.